# Josip Kušević
Josip Kušević (1775. – 1846.) je bio poznati protonotar Kraljevine Hrvatske, Dalmacije i Slavonije i posljednji koji je obnašao tu dužnost.
Unuk je glavnog kraljevskog blagajnika Franje Kuševića.
Završio je Klasičnu gimnaziju u Zagrebu 1790. godine.
Poznat je po djelu kojeg je napisao 1830., De municipalibus iuribus et statutis regnorum Dalmatiae, Croatiae et Slavoniae/O samosvojih pravih i pravilih kraljevina Dalmacije, Hrvatske i Slavonije (O municipalnim pravima i statutima kraljevinâ Dalmacije, Hrvatske i Slavonije).
U tom je djelu koristeći povijesne dokumente kao argument, obrazložio i dokazao da Hrvatska (Trojednica) ima zaseban položaj i državnost, odnosno da nije podložna Ugarskoj, nego je ravnopravna s njom.
To djelo je bilo neposrednim nadahnućem pjesme Pavla Štoosa Kip domovine vu početku leta 1831.
Zaslužan je za sakupljanje vrijedne zbirke izdanja austrijskog tiskara Johanna Thomasa von Trattnera.
Smatra ga se prethodnikom hrvatskog preporoda.

## Radovi o Josipu Kuševiću
(izbor)
- Protonotar Josip Kušević i njegovi najistaknutiji potomci, Plavšić-Gojković, 1991.

## Vanjske poveznice
- Hrvatski državni arhiv  Arhivirana inačica izvorne stranice od 19. listopada 2008. (Wayback Machine) Ban i protonotar
- Kolo br.3/2007.  Arhivirana inačica izvorne stranice od 19. veljače 2021. (Wayback Machine) Janko Drašković u krugu hrvatskih preporoditelja
- Kolo br.3/2007.  Arhivirana inačica izvorne stranice od 5. travnja 2012. (Wayback Machine) Disertacija grofa Janka Draškovića iz 1832. godine: samostalnost i cjelovitost Hrvatske, jezik i identitet, kulturna standardizacija i konzervativna modernizacija